# Georg Samuel Dörffel
Georg Samuel Dörffel, né le 11 octobre ou 21 novembre 1643  à Plauen et mort le 6 ou 16 août 1688 à Weida, est un théologien et astronome amateur allemand. Le cratère lunaire Doerfel (en) [sic] et l'astéroïde (4076) Dörffel sont nommés en son honneur. 

## Biographie
Georg Samuel Dörffel naît à Plauen (électorat de Saxe) en 1643. Son père Friedrich Dörffel est un ecclésiastique qui travaille comme tuteur privé du  prince-électeur de Brandebourg. Georg étudie à Plauen, Leipzig et Iéna. Il obtient une maîtrise en philosophie en 1663 et un baccalauréat en théologie en 1667.
Dörffel travaille comme pasteur à partir de 1672 et devient surintendant de  Thuringe en 1684. Il montre un intérêt considérable pour l'astronomie dès sa jeunesse, et publie plus de 10 études astronomiques à partir de 1672. Sa principale contribution est son observation que les deux comètes observées en 1680/81 sont en fait une seule et même, décrivant un  chemin parabolique autour du Soleil. C'est la grande comète de 1680. Tandis que d'autres, comme John Flamsteed tirent également la conclusion qu'il n'y a qu'une seule comète en cause, Dörffel est le premier à calculer correctement sa trajectoire. L'importance de l'étude de Dörffel est largement ignorée jusqu'à la fin du XVIIIe siècle. 
Il s'est marié trois fois et a 10 enfants avec sa troisième femme. Il meurt en 1688 à Weida en électorat de Saxe.

## Publications
- 1670 : Tirocinium accentuationis, ad lectionem Blblicam practice accomodatum
- 1681 : Astronomische Beobachtung des Grossen Cometen
- 1683 : Der ärgste Seelengifft des trostlosen Pabstthums entdeckt